# Auguste Hooreman
August Hooreman (Ronse, 16 januari 1830 – Gent, 18 juli 1907) was een Belgische fabrikant verbonden aan het bedrijf Hooreman-Cambier, een voormalige spinnerij in Gent. 
De fabriek August Hooreman was gelegen in Muinkbrugstraat 46, op heden Kantienberg 28. In 1895 sloot de weverij en werd de fabriek opgekocht door Cotonnière de Gand.
August Hooreman was de zoon van Josse Hooreman-Cambier, oprichter van de katoen -en stoffenfabriek Hooreman-Cambier en Maria Bonaventure Cambier.